# 岡山県立倉敷中央高等学校
岡山県立倉敷中央高等学校（おかやまけんりつくらしきちゅうおうこうとうがっこう, Okayama Prefectural Kurashiki Chuo High School）は、岡山県倉敷市西富井にある県立高等学校。

## 概要
歴史
1948年（昭和23年）に設置された官立（国立）「岡山青年師範学校附属高等学校」を前身とする。2012年（平成24年）に創立65周年を迎えた。1995年度（平成7年度）まで事実上の女子高であった。現在、すべての科で男子生徒の受け入れを行っているものの、専攻科を含む在校生が約1000人のうち男子は約18人にとどまっている。
スローガン
「生まれた夢に 望む未来に。」
校章
白百合の花弁の絵を背景にして、中央に「高」の文字を置いている。校章にちなみ、学園祭（体育祭・文化祭）は「白ゆり祭」と呼ばれている。
校歌
現校歌は創立50周年を記念し1998年（平成10年）11月に制定された。作詞は西山進、作曲は荻原省己による。歌詞は3番まであり、各番とも校名の「倉敷 倉敷中央 わが母校」で終わる。現状では2番までしか歌うことはなく、三番目の歌詞を知らない。
設置課程・コース
全日制課程 4学科
- 普通科
  - 人間探求コース - 医療看護系、福祉保育系
  - それ以外 - 2年次から類型のコース（国際文化系、日本文化系、芸術系、体育系）を選択。

- 家政科
- 福祉科
- 看護科 - 専攻科を含む5年制

## 沿革
- 1948年（昭和23年）4月1日 - 学制改革（六・三・三制の実施）により、倉敷市日吉町に官立（国立）「岡山青年師範学校附属高等学校」が開校。
  - 定時制昼間課程2学科（農業科・家庭科）を設置し、修業年限を4ヶ年とする。
- 1949年（昭和24年）5月31日 - 新制大学岡山大学の発足に伴い、「岡山大学岡山青年師範学校附属高等学校」に改称。
- 1950年（昭和25年）4月1日 - 「岡山県立倉敷至誠高等学校日吉分校」が併設される。
  - 定時制昼間課程2学科（農業科・家庭科）と 定時制夜間課程1学科（商業科）を設置。それぞれ修業年限を4ヶ年とする。
  - 岡山青年師範学校附属高等学校の募集は停止され、在校生は第2・3学年のみとなる。
- 1951年（昭和26年）4月1日
  - 岡山県立倉敷至誠高等学校日吉分校と定時制夜間課程を統合・市立移管し、「倉敷市立精思高等学校」に改称。課程・学科はそのまま継承。（1〜3年生）
  - 岡山青年師範学校の廃止に伴い、岡山大学青年師範学校附属高等学校は「岡山大学教育学部附属高等学校」に改称。（在学生は4年生のみ）
- 1952年（昭和27年）3月31日 - 最後の卒業生を送り出し、岡山大学教育学部付属高等学校が廃止され、完全に市立高校となる。
- 1955年（昭和30年）6月16日 - 昼間部（農業科・家庭科）を倉敷市西富井（現在地）に移転。夜間部（商業科）はそのまま日吉校舎に存置。
- 1963年（昭和38年）4月1日 - 昼間部を県に移管の上、「岡山県立倉敷精思高等学校」とし、全日制課程に切り替える。
  - 在学中の昼間部（農業科・家庭科）は該当学年に編入となる。
  - 夜間部は分離し、倉敷市立精思高等学校（商業科・普通科）として独立。（市立のまま）
- 1965年（昭和40年）
  - 4月1日 - 「岡山県立倉敷中央高等学校」（現校名）と改称。衛生看護科を設置。
  - 11月29日 - この日を開校記念日に制定（県立移管の調印日が1962年（昭和37年）11月29日であったことから）。
- 1968年（昭和43年）4月1日 - 衛生看護科に専攻科（修業年限2ヶ年）を設置。
- 1971年（昭和46年）4月6日 - 寄宿舎が完成。
- 1978年（昭和53年）9月1日 - プールが完成。
- 1983年（昭和58年）3月28日 - 第1棟が完成。
- 1984年（昭和59年）4月1日 - 家政科を設置。
- 1986年（昭和61年）3月31日 - 第2棟が完成。
- 1988年（昭和63年）6月7日 - 中央棟が完成。
- 1989年（平成元年）1月10日 - 記念会館が完成。
- 1990年（平成2年）3月10日 - 中庭を整備。
- 1991年（平成3年）3月31日 - 体育館が完成。
- 1993年（平成5年）3月31日 - 庭園を整備。
- 1995年（平成7年）4月1日 - 共学に移行して初となる男子一期生が入学。
- 1996年（平成8年）
  - 4月1日 - 福祉科を設置。
  - 8月27日 - 普通教室を増築。
  - 9月20日 - 実習棟が完成。
- 1997年（平成9年）2月17日 - 実習棟の北側に中庭を整備。
- 1999年（平成11年）
  - 2月23日 - 武道場が完成。
  - 4月1日 - 普通科に人間探究コースを設置。
- 2000年（平成12年）3月31日 - 正門と生徒昇降口周辺を整備。
- 2002年（平成14年）4月1日 - 衛生看護科の募集を停止し、5年制の看護科を設置。
- 2006年（平成18年）9月12日 - 東門と南門を改修。
- 2017年（平成29年）10月26日 - 創立70周年記念式典を挙行。
  - 記念講演として有森裕子が来校

## 学校行事
3学期制
1学期
- 4月 - 入学式、新任式・退任式、生徒会・家庭クラブ総会
- 5月 - 1年宿泊研修、中間考査、福祉科3年施設実習、球技大会(バドミントン、ソフトボール、卓球、バレーから好きなものを選択)
- 6月 - 戴帽式、看護科3年看護臨床実習、2年修学旅行
- 7月 - 看護専攻科前期考査、期末考査、看護科3年看護臨床実習、合唱祭、夏期補習
- 8月 - 第1回オープンスクール、夏期補習、看護科の日

2学期
- 9月 - 白ゆり祭 （文化祭）・白ゆり祭（体育祭）、看護専攻科2年看護臨地実習、実力考査
- 10月 - 福祉科の日 （ウェルフェアデー/Welfare Day）、中間考査、看護科3年看護臨床実習、福祉科2年施設実習、看護専攻科1年看護臨地実習、家政科の日
- 11月 - 第2回オープンスクール、開校記念日（29日）、芸術鑑賞、生徒会役員選挙、家庭クラブ役員選挙、普通科人間探究コースの日
- 12月 - 期末考査、看護専攻科終講考査、冬季補習

3学期
- 1月 - 介護福祉士国家試験、普通科2年スキー教室、3年・看護専攻科2年卒業考査
- 2月 - 看護師国家試験、1・2年学年末考査、看護専攻科1年後期考査
- 3月 - 卒業式、春季補習

## 部活動
運動部(11個)
卓球部、剣道部、ダンス同好会のみ男子の入部可能
- バレーボール部
- 卓球部
- ソフトテニス部
- ソフトボール部
- 陸上競技部
- バドミントン部
- バスケットボール部
- ハンドボール部
- 剣道部
- バトントワリング部
- ダンス同好会

文化部(17個)
文化部すべて男子入部可能
- 放送文化部
- 演劇部
- 写真部
- 茶道部
- 美術部
- 書道部
- 合唱部
- 吹奏楽部
- 英語部
- 食物部
- 文芸部
- 社会問題研究部
- JRC部（Junior Red Cross）
- 華道部
- 手話部
- 軽音楽同好会
- 被服同好会

## 交通アクセス
最寄りの鉄道駅
- 水島臨海鉄道 「福井駅」より徒歩5分
- 水島臨海鉄道「西富井駅」より徒歩8分

## 出身者
- 池田一二三（岡山県新見市長）[2]
- 齋藤愛美（陸上選手）（大阪成蹊大学）
- 黒明花夢（競艇選手）